# آنتونیو دی اسپینولا
آنتونیو دی اسپینولا (انگلیسی: António de Spínola؛ ۱۱ آوریل ۱۹۱۰ – ۱۳ اوت ۱۹۹۶) یک سیاست‌مدار اهل پرتغال بود. آنتونیو دی اسپینولا در ۱۳ اوت ۱۹۹۶ در سن ۸۶ سالگی درگذشت.